# Dobrače (Arilje)
Pour les articles homonymes, voir Dobrače.
Dobrače (en serbe cyrillique : Добраче) est un village de Serbie situé dans la municipalité d'Arilje, district de Zlatibor. Au recensement de 2011, il comptait 635 habitants.
Le monastère de Klisura est situé sur le territoire de Dobrače, sur la rive gauche de la Moravica ; l'église de ce monastère, dédicacée aux archanges Michel et Gabriel, date du XIIIe siècle.

## Démographie

### Évolution historique de la population
| 1948  | 1953  | 1961  | 1971  | 1981  | 1991  | 2002 | 2011 |
| ----- | ----- | ----- | ----- | ----- | ----- | ---- | ---- |
| 2 120 | 2 142 | 1 931 | 1 668 | 1 293 | 1 020 | 821  | 635  |

|  |